# اونا
شهر اونا (به آلمانی: Unna) در ایالت نوردراین-وستفالن در کشور آلمان واقع شده‌است.

## نگارخانه

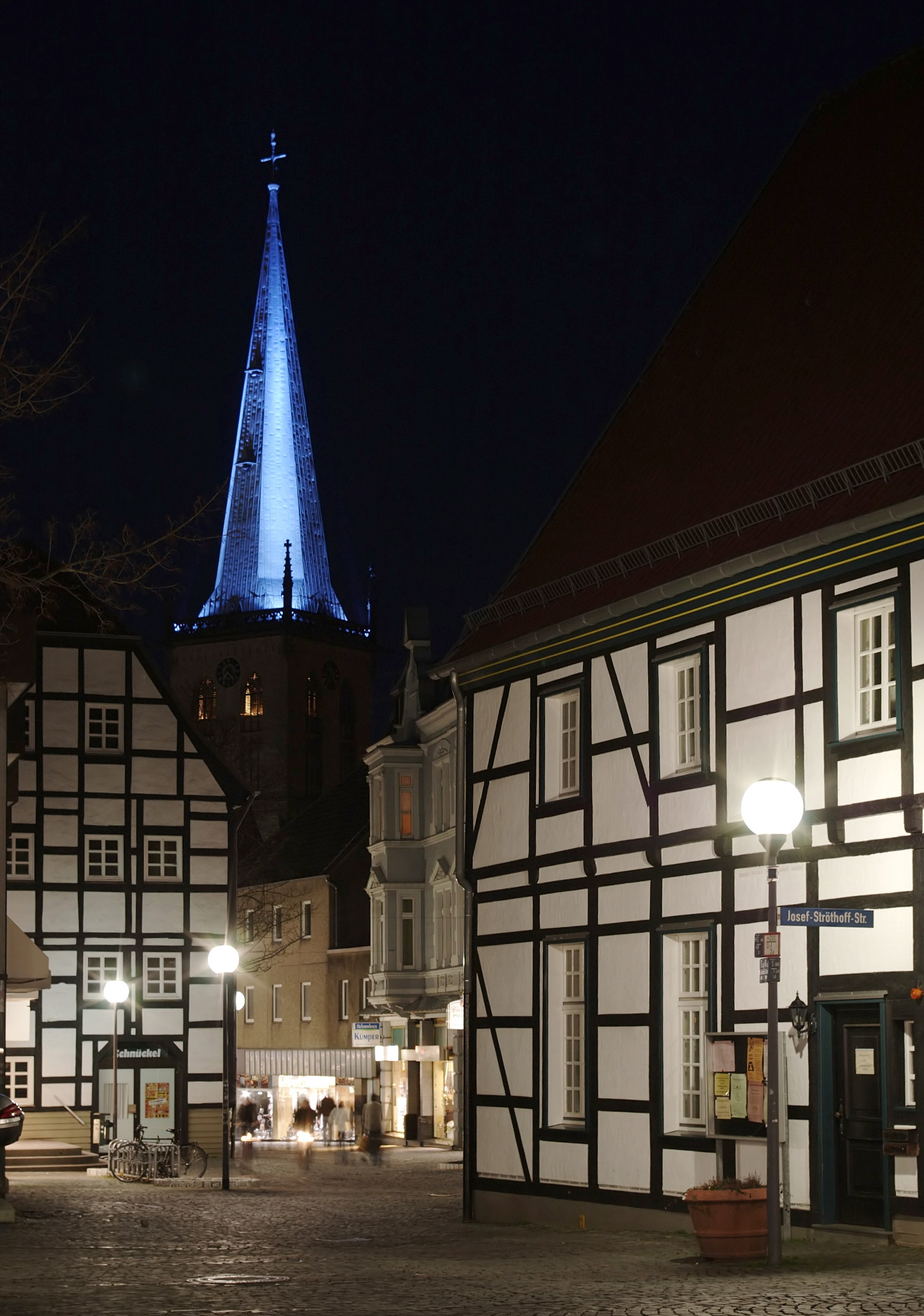
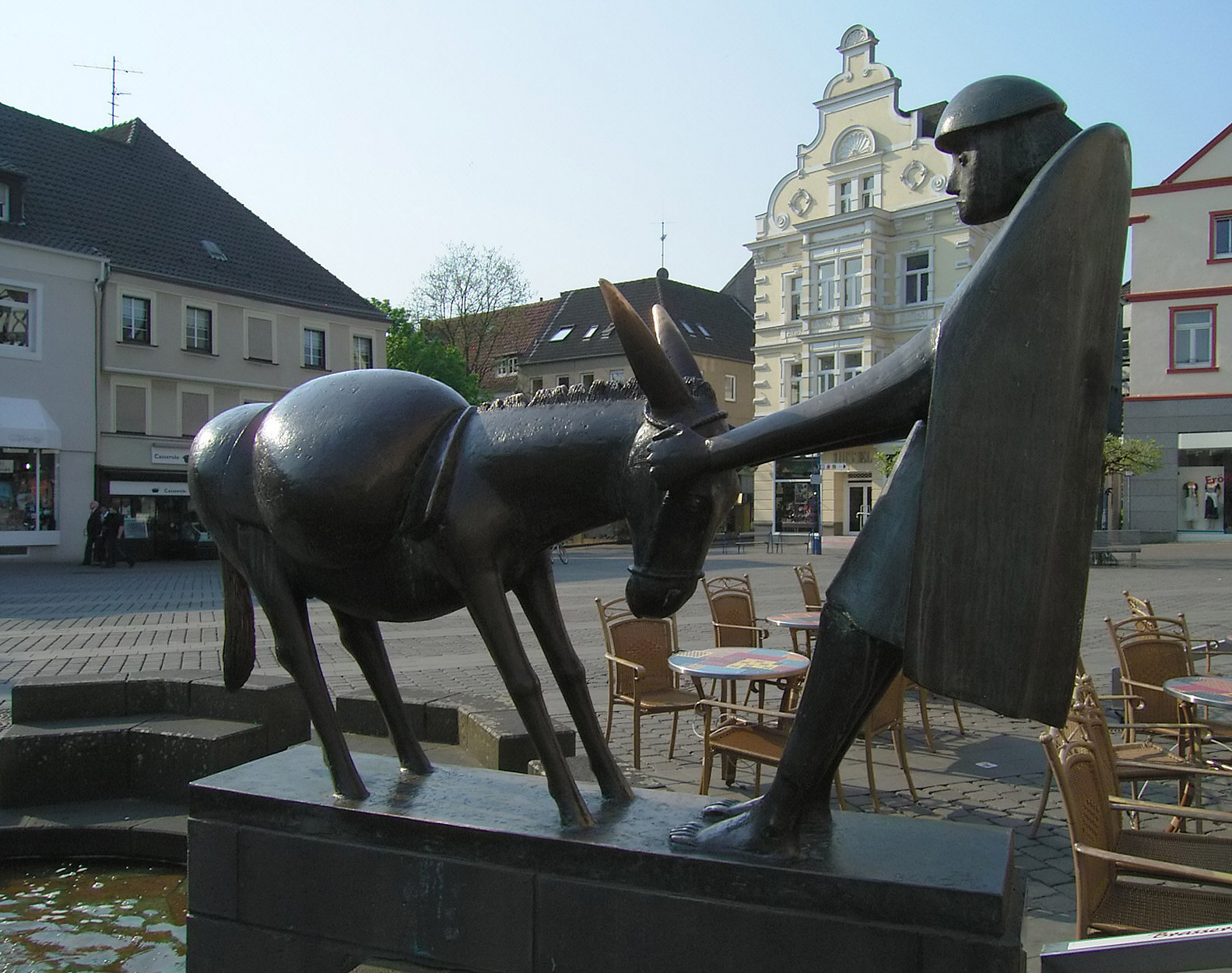
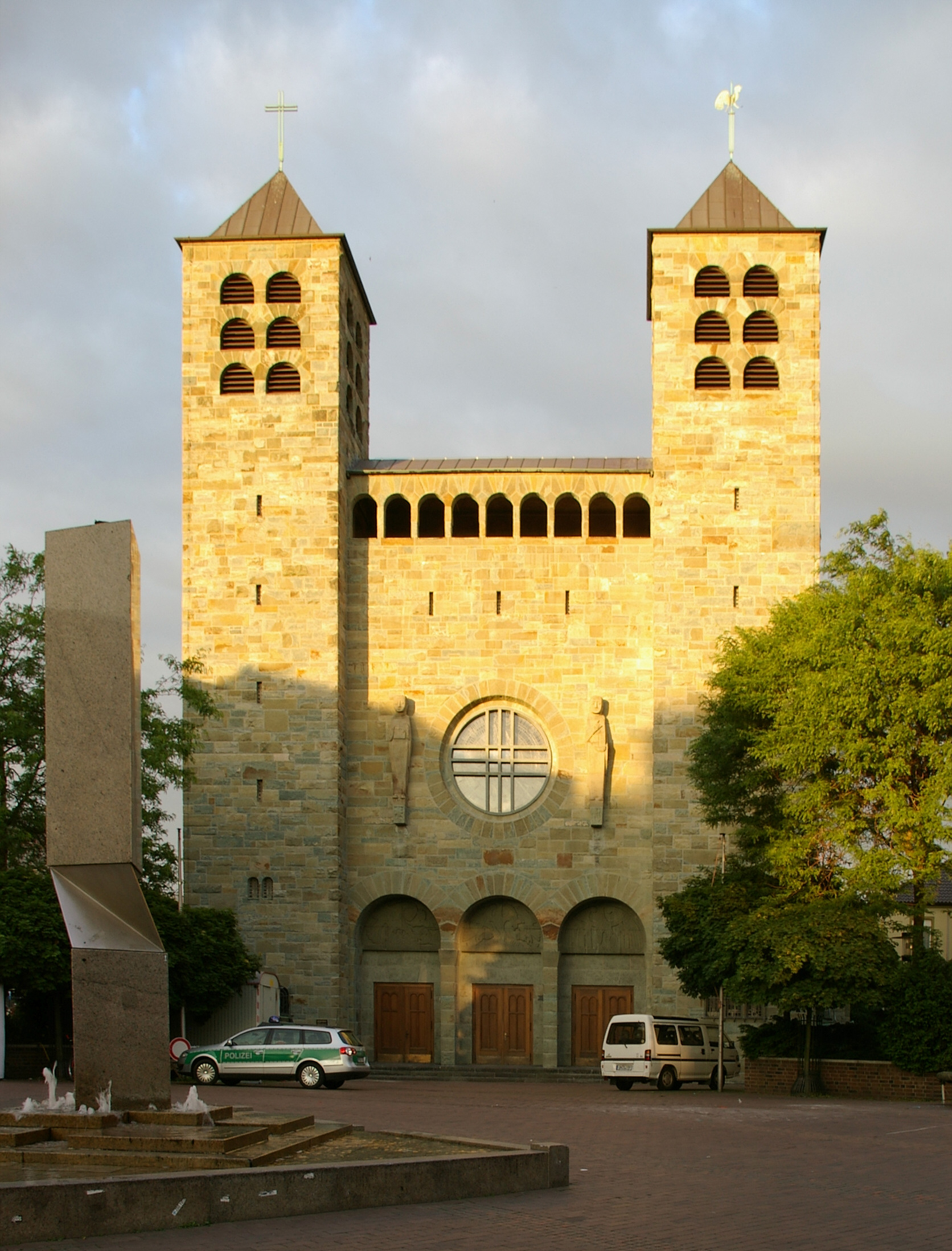
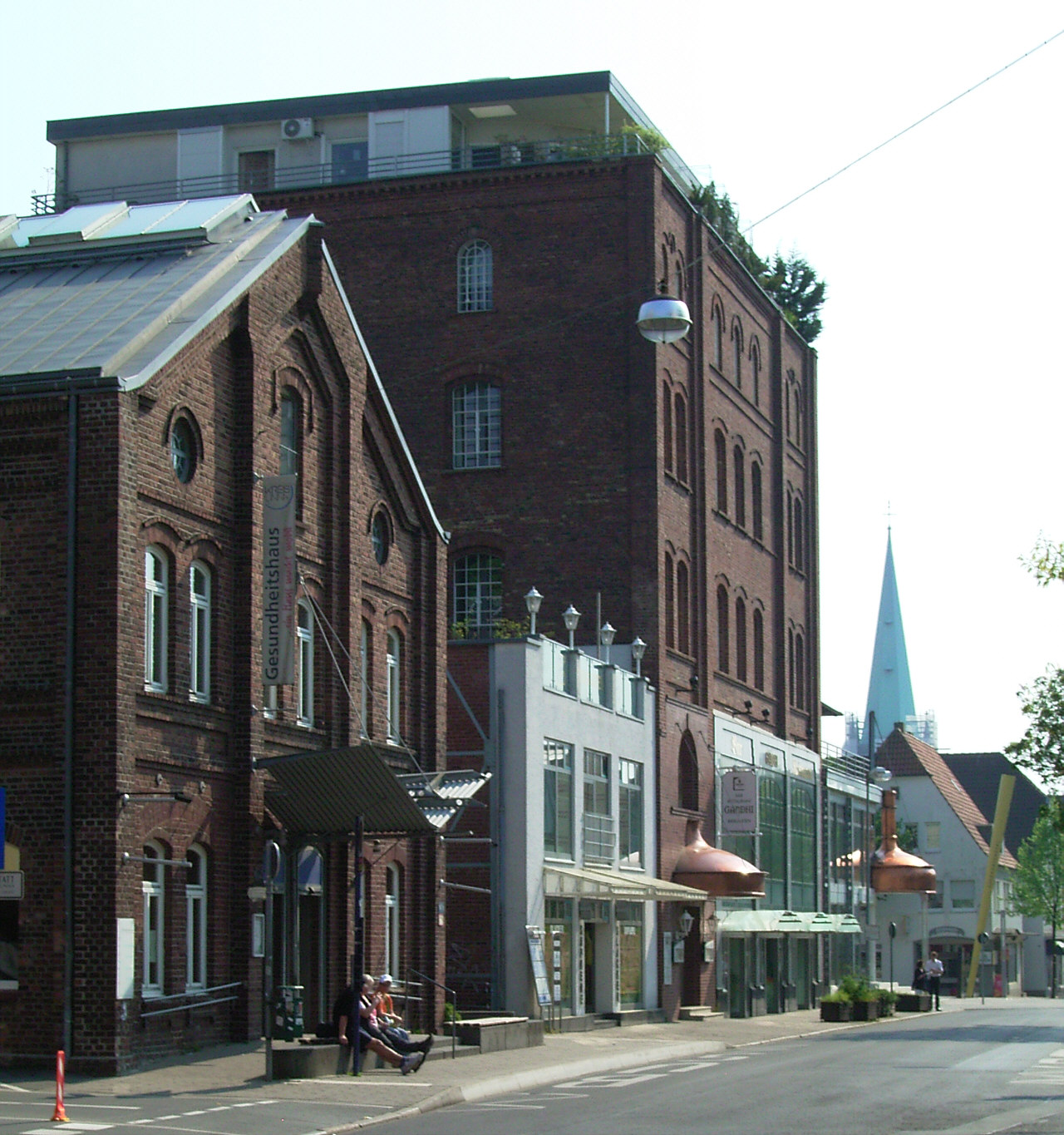